# Die dritte Kugel
Die dritte Kugel ist ein phantastischer Roman von Leo Perutz aus dem Jahr 1915.

## Inhalt
Graf Grumbach, der „Wildgraf am Rhein“, muss im Zuge der Konfessionskriege des 16. Jahrhunderts seine Heimat Deutschland verlassen. Mit einigen protestantischen Bauern flieht er vor den Katholiken bis nach Mexiko und gerät dort in den Krieg zwischen den spanischen Konquistadoren um Hernán Cortés und den aztekischen Ureinwohnern. Grumbach schlägt sich auf die Seite der Azteken. Doch die Deutschen sind dem spanischen Heer vor allem hinsichtlich ihrer militärischen Ausrüstung unterlegen, weil sie bei einem Schiffbruch ihre Waffen verloren haben. Ein Pakt mit dem Teufel verhilft Grumbach schließlich zu einer Arkebuse mit drei Kugeln, die er im Spiel gewinnt. Letztere sind jedoch verflucht: Der bisherige Besitzer, dem wegen des Verlustes seiner Waffe die Hinrichtung droht, verkündet, die erste werde seinen König, die zweite seine Liebste und die dritte Kugel ihn selbst töten. Tatsächlich sterben durch die Arkebuse im Kampf um Tenochtitlán zuerst der Aztekenkönig Moctezuma II., dann Grumbachs Geliebte.
Eingebettet ist die Geschichte in eine Rahmenhandlung: Der alte Graf, inzwischen als heruntergekommener Söldner im Dienst des katholischen Kaisers Karl V. zurück in Deutschland, hat seine Identität vergessen; eine Marketenderin gibt ihm einen Trank, durch den er sich wieder erinnern kann, während ein anderer Soldat seine Lebensgeschichte erzählt. Dieser wird jedoch erschossen, bevor der Graf wieder ganz zu sich gekommen ist, so dass Grumbach wieder zurück ins Vergessen stürzt. Was mit der titelgebenden dritten Kugel passiert, bleibt bis zum Ende des geschickt konstruierten Romans offen: Ist es das Geschoss, das in der Rahmenhandlung den Erzähler tötet und so verhindert, dass Grumbach seine verlorene Identität wiederfindet?

## Interpretation
Der Hamburger Literaturwissenschaftler Hans-Harald Müller sieht die Struktur des Romans „im Zusammenhang mit jener Problematisierung von Ich-Identität, die bekanntlich eines der bestimmenden Themen der Wiener Moderne war. Ihre Erfahrung war die Auflösung des Bewußtseins der Kontinuität der Person in die Zusammenhangslosigkeit der Lebensgeschichte.“ In dem Umstand, dass Perutz den Verbleib der dritten Kugel als letztlich wohl nicht endgültig auflösbares Rätsel inszeniere, erkennt Müller ein Charakteristikum dieses Autors: „Perutz Beitrag zur Modernisierung des Romans besteht nicht in stilistischen Neuerungen. Er bringt den Roman durch eine Dynamisierung der Struktur, durch Aporien der Interpretation von innen her in eine unaufhörliche Bewegung.“
Der Familienname der Hauptfigur erinnert an Wilhelm von Grumbach und seine Händel mit Kaiser und Reich, die Grumbachschen Händel.